# Diplocentrus popti
Espèce
Diplocentrus popti est une espèce de scorpions de la famille des Diplocentridae.

## Distribution
Cette espèce est endémique du département de Huehuetenango au Guatemala. Elle se rencontre vers Unión Cantinil à 1 704 m d'altitude.

## Description
Le mâle holotype mesure 42,9 mm.

## Publication originale
- Trujillo & Armas, 2016 : A new species of Diplocentrus Peters, 1861 (Scorpiones: Scorpionidae: Diplocentrinae) from central-western Guatemala. Revista Iberica de Aracnologia, vol. 28, p. 103-106 (texte intégral).